# Olga Feliú

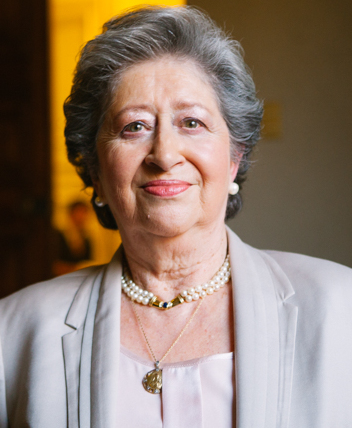
Feliú năm 2015

Olga Feliú Segovia (20 tháng 8 năm 1932 – 25 tháng 6 năm 2017) là một chính trị gia và luật sư người Chile. Bà được Tòa án tối cao bổ nhiệm vào Thượng viện năm 1990 và phục vụ cho đến năm 1998, khi bà được Enrique Silva Cimma kế nhiệm.